# There's Never a Forever Thing
"There's Never a Forever Thing" é uma canção da banda norueguesa A-ha, lançada como single em 1989 no Brasil. Foi o quinto e último single do álbum Stay on These Roads de 1988.
Este single foi lançado somente no Brasil.